# Liga Portuguesa da Paz
A Liga Portuguesa da Paz foi uma organização não governamental fundada em Lisboa a 18 de maio de 1899, por iniciativa da escritora e feminista republicana Alice Pestana.

## Descrição
Criada por iniciativa da autora, activista e ainda cofundadora da Sociedade Altruísta, Alice Pestana, em Lisboa, a 18 de maio de 1899, no dia inaugural da Conferência de Paz de Haia, também referido como o dia da Festa da Paz, a Liga Portuguesa da Paz definia-se como uma «sociedade destinada a propagar a doutrina da paz pela arbitragem» que se pretendia «estranha a assuntos religiosos e de política partidária», assumindo-se assim como uma organização não governamental apolítica e não religiosa de caráter pacifista.
Durante a sua fase inicial, num clima de constante instabilidade política e iminente ameaça de guerra, apelando pela defesa do pacifismo, contra a exaltação do militarismo, o movimento agregou, para além de importantes figuras da classe política portuguesa, como Bernardino Machado, Teófilo Braga e Sebastião de Magalhães Lima, vários membros da elite intelectual feminina, tanto republicana como monárquica, unindo mulheres em campos políticos e filosóficos opostos em torno de uma mesma causa. Essa elite incluía médicas, professoras, escritoras, mulheres da alta e média burguesia, letradas, que tinham já por hábito promover e participar em tertúlias e serões literários, constando da lista de seus membros importantes personalidades como Olga de Morais Sarmento, Adelaide Cabete, Virgínia Quaresma, Jeanne de Almeida Nogueira, Carolina Beatriz Ângelo, Branca de Gonta Colaço, Albertina Paraíso, Cláudia de Campos, Augusta Rocha e Beatriz Pinheiro, entre muitas outras.
Sete anos após a sua fundação, a liga contava com vários núcleos em vários cidades portuguesas, tais como Setúbal ou Viseu, e ainda algumas nas antigas colónias portuguesas.
O seu carácter feminista acentuou-se a partir de março de 1906 com a criação da Secção Feminista da Liga Portuguesa da Paz, através de uma sessão inaugural presidida por Olga de Morais Sarmento e secretariada por Emília Patacho e Domitila de Carvalho. A ação da Liga foi coordenada com a da associação francesa La Paix et le Désarmement pour les Femmes, que fora fundada em 1899 por Sylvie Cammille Flammarion, em boa parte assumindo-se como a sua secção portuguesa. Assumindo também a luta pelos direitos das mulheres como um dos seus novos propósitos, novos membros aderiram à organização, tais como Ana de Castro Osório, que inicialmente havia recusado o convite de Alice Pestana, assim como muitas militantes da Liga Republicana das Mulheres Portuguesas.
Tal como a sua congénere francesa, a LPP acabou por desaparecer como o dealbar da Grande Guerra, tendo muitos dos seus integrantes defendido ativamente a participação portuguesa no conflito ou ainda dedicado-se somente à causa republicana e feminista noutras organizações.